# Benno van Meißen

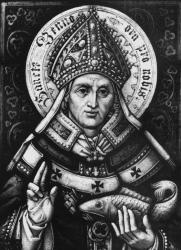
Afbeelding in de St. Bennokerk te München: Benno met sleutel en vis.

Benno van Meißen (Hildesheim, 1010 - Meißen, 16 juni 1106) is een rooms-katholiek heilige. Hij was van 1066 tot 1106 bisschop van Meißen. 

## Leven
Benno werd in 1028 monnik, in 1040 priester en in 1066 bisschop. In 1073 raakte hij tegen zijn wil in betrokken in de Sachsenkrieg. Hij probeerde neutraal te blijven, maar net daarom beschuldigde koning Hendrik IV hem van hoogverraad en zette hem gevangen. In 1076 verklaarde Hendrik IV dat de paus afgezet was, na een geschil met hem, de Investituurstrijd, over het voorrecht om bisschoppen te benoemen. Benno was inmiddels vrij en koos de kant van de paus en van de Sachsenfürsten. In 1077 koos hij mee de tegenkoning Rudolf van Rheinfelden. Na diens dood schaarde hij zich achter de nieuwe tegenkoning Herman van Salm. Hendrik IV excommuniceerde hem en de andere afvallige bisschoppen en benoemde nieuwe bisschoppen in hun plaats. Hij benoemde ook een tegenpaus Clemens III. Benno vroeg Clemens III om vergiffenis en die liet hem in zijn bisdom terugkeren. In 1084 werd Hendrik IV tot keizer gekroond. In 1103 kondigde hij een Godsvrede af, waarvoor zijn vader, keizer Hendrik III, al geijverd had. Hij kondigde vrede af over heel het rijk en Benno ondersteunde dit. Door de uitbreiding van Duitsland naar het oosten kon Benno in de jaren 1090, 1091 en 1095 zijn bisdom uitbreiden zonder bloedvergieten. Hij reisde naar Bautzen in Milzenerland. Hij zou dorpen gesticht hebben Bischofswerda en Haselbachtal Bischheim en wijnbouw begonnen zijn in Elbtalkessel. Hij zou de Via Regia in Oberlausitz ook bekend als Bisschopsweg tot in hoge leeftijd meestal te voet gereisd hebben.

## Dood
Zijn lichaam werd in de romaanse dom van Meißen begraven. Rond 1270 werd zijn lichaam op last van bisschop Withego von Furra opgegraven en na de Reformatie van 1539, rond 1580 in de Frauenkirche (München) bijgezet. Van zijn heiligenmonument bestaat nog een tekening, die een stenen tombe met een baldakijn toont.

## Mirakels

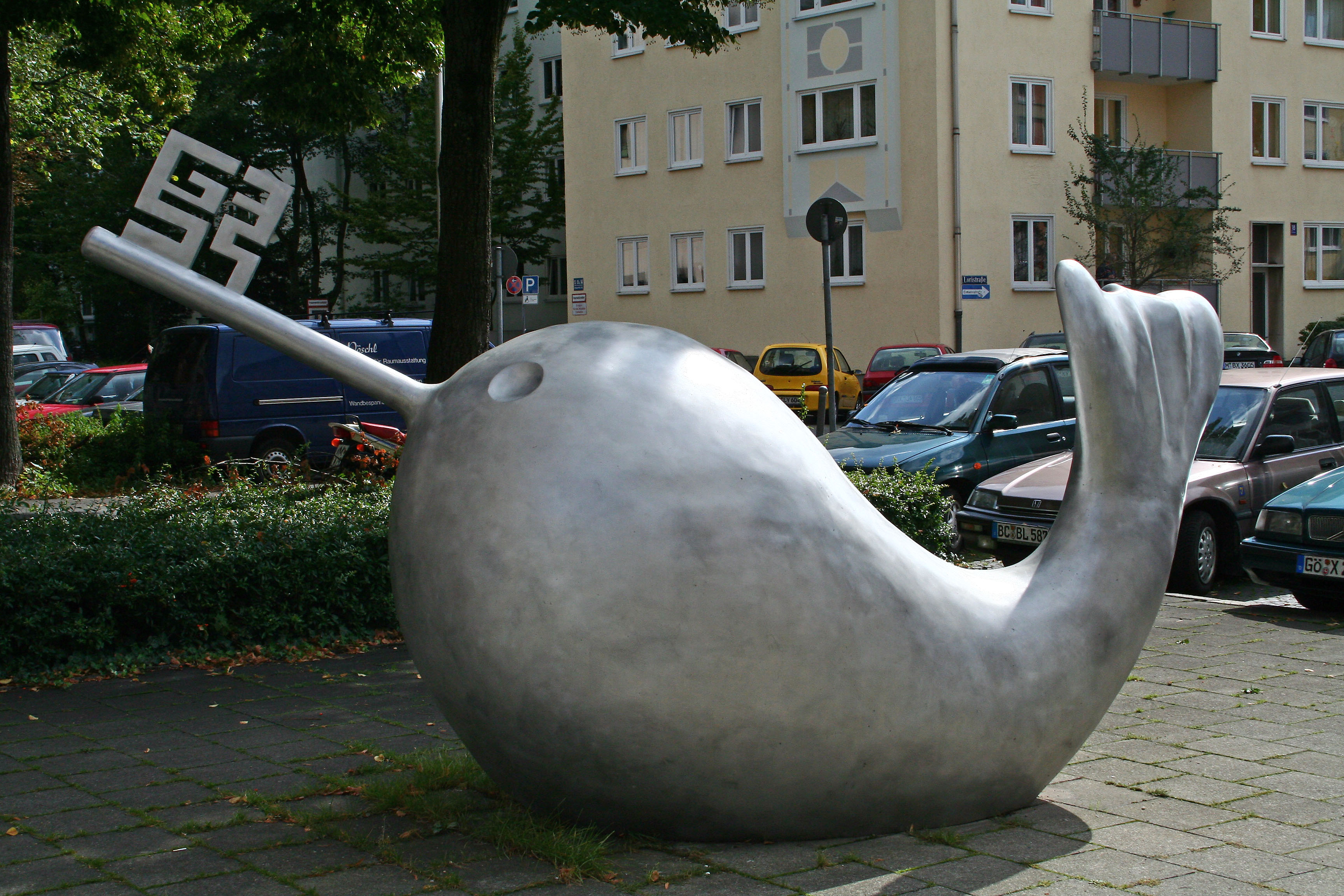
De vis met de sleutel voor de St. Bennokerk te München

Hij zou met een slag van zijn kromme staf een bron doen ontspringen hebben.
Markgraaf Hendrik I van Eilenburg, die hem beledigde, zou na voorspelling van Benno na een jaar doodgevallen zijn.
Een sleutel die hij in de Elbe wierp, zou door een vis ingeslikt zijn en na terugkeer van Benno in de buik van de vis gevonden zijn. Daaruit ontstond het wapenschild van het prinsbisdom Meißen: een sleutel en een vis die elkaar kruisen.

## Heilig
Rond het einde van de 15e eeuw streefden het kapittel van de dom van Meißen en ook George van Saksen (1471-1539), Hertog van Sachsen naar een heiligverklaring. Op 31 mei 1523 verklaarde de Nederlandse paus Adrianus VI hem heilig. Maarten Luther schreef uit protest een pamflet "tegen de afgod en duivel, die men te Meißen wil ophemelen".

## Patroon

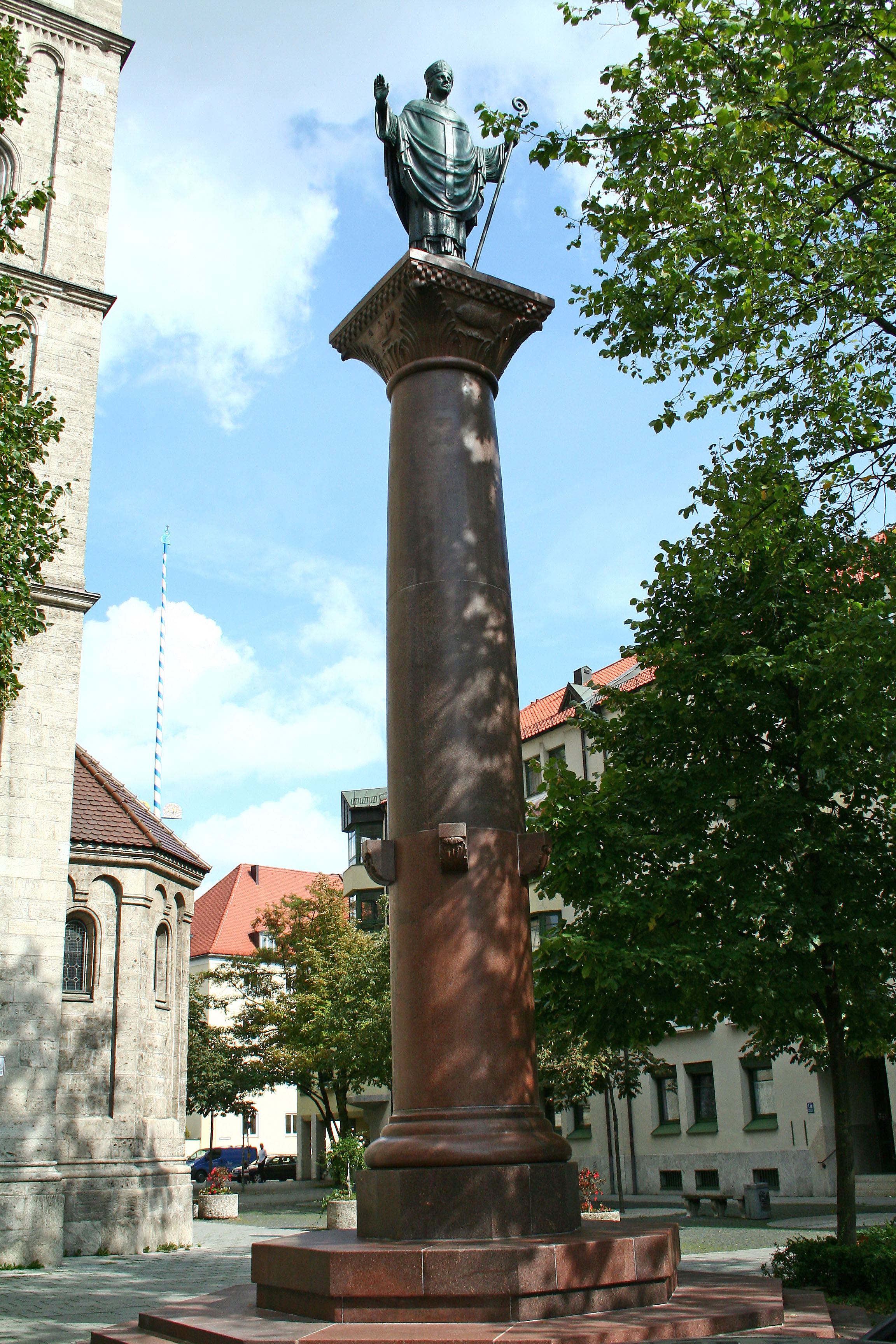
De Bennozuil te München

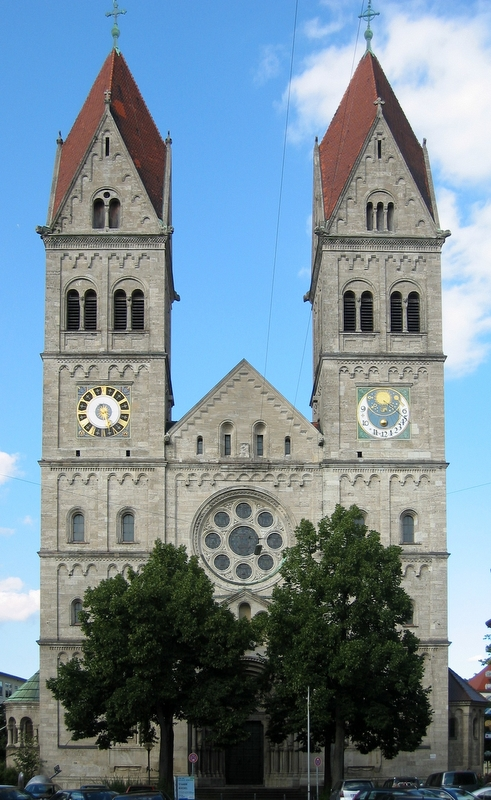
De St. Bennokerk te München

Benno is beschermheilige van München en van het bisdom Dresden-Meißen. Hij is patroonheilige van twaalf parochies onder meer de St.-Bennokerk. Te München staat een gedenksteen voor hem, de  Bennozuil. Hij wordt gevierd op 16 juni.